# Province de Bitchū
La province de Bichū (ou phonétiquement [Province de Bitchū]) (備中国, Bichū no kuni [Bitchū no kuni]) est une ancienne province du Japon qui constitue la partie ouest de l'actuelle préfecture d'Okayama.
Elle a pu être parfois appelé Bishū (備州).

## Géographie
Elle était située sur Honshū au bord de la Mer intérieure de Seto et bordée par les provinces de Hoki, de Mimasaka, de Bizen, et de Bingo.
Son ancienne capitale et ses temples étaient construits aux environs de Sōja.

## Histoire
La province fut créée à la fin du VIIe siècle lors de la division de la province de Kibi.
Durant la majeure partie de l'époque de Muromachi, la province fut dominée par le clan Hosokawa qui, résidant sur Shikoku, laissait à la province un certain degré d'indépendance. Durant l'époque Sengoku, d'autres clans se battirent pour Bichū, et Nobunaga Oda et Terumoto Mori se battaient dans la province quand Oda mourut, ce qui conduisit à une division de la province. Après 1600, la province fut divisée en une variété de han (fiefs), et incluait un certain nombre de châteaux. À l'époque où les provinces furent réorganisées en préfectures, la plus grande ville était le port de Kurashiki.

## Source de la traduction
- (en) Cet article est partiellement ou en totalité issu de l’article de Wikipédia en anglais intitulé « Bitchu Province » (voir la liste des auteurs).
  - Cet article incorpore des éléments provenant du site OpenHistory.